# Puchar Europy w snowboardzie 2013/2014
Puchar Europy w snowboardzie w sezonie 2013/2014 to kolejna edycja tej imprezy. Cykl ten rozpoczął się 15 listopada 2013 roku w Holenderskim Landgraaf w zawodach slopestyl'u. Ostatnie zawody sezonu zostały rozegrane między 22–23 marca 2014 w Słowackim Szczyrbskim Jeziorze.

## Konkurencje
- slalom równoległy (PSL)
- gigant równoległy (PGS)
- snowcross
- slopestyle
- halfpipe

## Kalendarz i wyniki

### Mężczyźni
| Lp  | Data              | Miejscowość         | Konkurencja | 1. Miejsce           | 2. Miejsce         | 3. Miejsce          |
| --- | ----------------- | ------------------- | ----------- | -------------------- | ------------------ | ------------------- |
| 1.  | 15 listopada 2013 | Landgraaf           | SS          | Dimi de Jong         | Nicola Dioli       | Erik Bastiaansen    |
| 2.  | 7 grudnia 2013    | Hochfügen           | PGS         | Michael Lambert      | Alexander Bergmann | Aaron March         |
| 3.  | 8 grudnia 2013    | Hochfügen           | PGS         | Michael Lambert      | Stanisław Detkow   | Alexander Payer     |
| 4.  | 14 grudnia 2013   | Montafon            | SX          | Markus Schairer      | Michal Novotný     | Jerome Lymann       |
| 5.  | 15 grudnia 2013   | Montafon            | SX          | David Speiser        | Jerome Lymann      | Jussi Taka          |
| 6.  | 21 grudnia 2013   | Schönberg-Lachtal   | PSL         | Lukas Mathies        | Stefan Baumeister  | Meinhard Erlacher   |
| 7.  | 22 grudnia 2013   | Schönberg-Lachtal   | PSL         | Roland Fischnaller   | Aaron March        | Lukas Mathies       |
| 8.  | 21 grudnia 2013   | Cortina d’Ampezzo   | SX          | Elias Koivumaa       | Julian Lueftner    | Robin Ligeon        |
| 9.  | 22 grudnia 2013   | Cortina d’Ampezzo   | SX          | Jewgienij Mukutdinow | Julian Lueftner    | Martin Nörl         |
| 10. | 17 stycznia 2014  | Davos               | HP          | Max Kralj Kos        | Yannick Hermann    | Nicolas Fuhrmann    |
| 11. | 25 stycznia 2014  | Lizzola Valbondione | PSL         | Aaron March          | Edwin Coratti      | Jure Hafner         |
| 12. | 26 stycznia 2014  | Lizzola Valbondione | PSL         | Aaron March          | Edwin Coratti      | Roland Fischnaller  |
| 13. | 25 stycznia 2014  | Covilhã             | SS          | Odwołano             | Odwołano           | Odwołano            |
| 14. | 26 stycznia 2014  | Covilhã             | SS          | Odwołano             | Odwołano           | Odwołano            |
| 15. | 26 stycznia 2014  | Grasgehren          | SX          | Odwołano             | Odwołano           | Odwołano            |
| 16. | 1 lutego 2014     | Klínovec            | SS          | Odwołano             | Odwołano           | Odwołano            |
| 17. | 2 lutego 2014     | Klínovec            | SS          | Odwołano             | Odwołano           | Odwołano            |
| 18. | 8 lutego 2014     | Isola 2000          | SX          | Odwołano             | Odwołano           | Odwołano            |
| 19. | 9 lutego 2014     | Isola 2000          | SX          | Julian Lueftner      | Sebastian Jud      | Nathan Birrien      |
| 20. | 15 lutego 2014    | Lenzerheide         | PSL         | Johann Stefaner      | Daniel Weis        | Luca Ponti          |
| 21. | 16 lutego 2014    | Lenzerheide         | PSL         | Edwin Coratti        | Jure Hafner        | Daniel Weis         |
| 22. | 22 lutego 2014    | Mariańskie Łaźnie   | PSL         | Odwołano             | Odwołano           | Odwołano            |
| 23. | 23 lutego 2014    | Mariańskie Łaźnie   | PSL         | Odwołano             | Odwołano           | Odwołano            |
| 24. | 1 marca 2014      | Gerlitzen           | PGS         | Masaki Shiba         | Andreas Lausegger  | Daniel Weis         |
| 25. | 2 marca 2014      | Gerlitzen           | PGS         | Odwołano             | Odwołano           | Odwołano            |
| 26. | 1 marca 2014      | Colere              | SX          | Odwołano             | Odwołano           | Odwołano            |
| 27. | 2 marca 2014      | Colere              | SX          | Odwołano             | Odwołano           | Odwołano            |
| 28. | 4 marca 2014      | Rogla               | PGS         | Christoph Mick       | Tim Mastnak        | Sebastian Kislinger |
| 29. | 5 marca 2014      | Rogla               | PSL         | Stefan Baumeister    | Mirko Felicetti    | Tim Mastnak         |
| 30. | 6 marca 2014      | Krynica-Zdrój       | SX          | Odwołano             | Odwołano           | Odwołano            |
| 31. | 8 marca 2014      | Otepää              | BA          | Odwołano             | Odwołano           | Odwołano            |
| 32. | 11 marca 2014     | Pamporowo           | SS          | Martin Kalliola      | Aljosa Krivec      | Eric Beauchemin     |
| 33. | 12 marca 2014     | Pamporowo           | SS          | Eric Beauchemin      | Henri Laakkonen    | EIan Thorley        |
| 34. | 15 marca 2014     | Racines             | PSL         | Roland Fischnaller   | Edwin Coratti      | Mirko Felicetti     |
| 35. | 16 marca 2014     | Racines             | PSL         | Walery Kolegow       | Alexander Payer    | Edwin Coratti       |
| 36. | 15 marca 2014     | Rogla               | SS          | Odwołano             | Odwołano           | Odwołano            |
| 37. | 16 marca 2014     | Rogla               | BA          | Odwołano             | Odwołano           | Odwołano            |
| 38. | 16 marca 2014     | Puy-Saint-Vincent   | SX          | Kevin Klossner       | Fabio Colella      | Jerome Lymann       |
| 39. | 17 marca 2014     | Puy-Saint-Vincent   | SX          | William Bankes       | Jerome Lymann      | Jakob Dusek         |
| 40. | 19 marca 2014     | Sarajewo-Bjelasnica | SS          | Odwołano             | Odwołano           | Odwołano            |
| 41. | 20 marca 2014     | Sarajewo-Bjelasnica | BA          | Odwołano             | Odwołano           | Odwołano            |
| 42. | 22 marca 2014     | Štrbské Pleso       | SS          | Florian Prietl       | Toms Petrusevics   | Emiliano Lauzi      |
| 43. | 23 marca 2014     | Štrbské Pleso       | SS          | Toms Petrusevics     | Emiliano Lauzi     | Julian Maschl       |

### Klasyfikacje
| Lp. | Zawodnik           | Punkty |
| --- | ------------------ | ------ |
| 1.  | Edwin Coratti      | 3189   |
| 2.  | Daniel Weis        | 2545   |
| 3.  | Aaron March        | 2070   |
| 4.  | Alexander Payer    | 2025   |
| 5.  | Stefan Baumeister  | 1940   |
| 6.  | Mirko Felicetti    | 1838   |
| 7.  | Roland Fischnaller | 1809   |
| 8.  | Christoph Mick     | 1483   |
| 9.  | Masaki Shiba       | 1475   |
| 10. | Jure Hafner        | 1456   |

| Lp. | Zawodnik             | Punkty |
| --- | -------------------- | ------ |
| 1.  | Julian Lueftner      | 2300   |
| 2.  | Jerome Lymann        | 2190   |
| 3.  | Sebastian Jud        | 1075   |
| 4.  | Matteo Menconi       | 1060   |
| 5.  | Elias Koivumaa       | 1030   |
| 6.  | Kevin Klossner       | 925    |
| 7.  | Lukas Pachner        | 907    |
| 8.  | Jakob Dusek          | 861    |
| 9.  | Robin Ligeon         | 845    |
| 10. | Jewgienij Mukutdinow | 777    |

| Lp. | Zawodnik           | Punkty |
| --- | ------------------ | ------ |
| 1.  | Max Kralj Kos      | 500    |
| 2.  | Yannick Hermann    | 400    |
| 3.  | Nicolas Fuhrmann   | 300    |
| 4.  | Paweł Smirnow      | 250    |
| 5.  | Nikołaj Bilanin    | 225    |
| 6.  | Tit Štante         | 200    |
| 7.  | Piotr Gryzło       | 180    |
| 8.  | Gian Andrea Sutter | 160    |
| 9.  | Stef Vandeweyer    | 145    |
| 10. | Simon Gschaider    | 130    |

| Lp. | Zawodnik               | Punkty |
| --- | ---------------------- | ------ |
| 1.  | Emiliano Lauzi         | 1120   |
| 2.  | Toms Petrusevics       | 1080   |
| 3.  | Eric Beauchemin        | 800    |
| 4.  | Florian Prietl         | 765    |
| 5.  | Petar Gjoszarkow       | 740    |
| 6.  | Martin Kalliola        | 660    |
| 7.  | Arturs Cukunde         | 655    |
| 7.  | Nicola Dioli           | 655    |
| 9.  | Georgi Asenow Georgiew | 650    |
| 10. | Ian Thorley            | 550    |

### Mężczyźni
| Lp  | Data              | Miejscowość         | Konkurencja | 1. Miejsce                 | 2. Miejsce         | 3. Miejsce               |
| --- | ----------------- | ------------------- | ----------- | -------------------------- | ------------------ | ------------------------ |
| 1.  | 15 listopada 2013 | Landgraaf           | SS          | Lucile Lefevre             | Kateřina Vojáčková | Kirra Kotsenburg         |
| 2.  | 7 grudnia 2013    | Hochfügen           | PGS         | Jekatierina Tudiegieszewa  | Selina Jörg        | Nathalie Desmares        |
| 3.  | 8 grudnia 2013    | Hochfügen           | PGS         | Anke Karstens              | Ina Meschik        | Jekaterina Katomczenkowa |
| 4.  | 14 grudnia 2013   | Montafon            | SX          | Charlotte Bankes           | Luca Berg          | Maria Ramberger          |
| 5.  | 15 grudnia 2013   | Montafon            | SX          | Charlotte Bankes           | Luca Berg          | Sofia Belingheri         |
| 6.  | 21 grudnia 2013   | Schönberg-Lachtal   | PSL         | Ina Meschik                | Amelie Kober       | Claudia Riegler          |
| 7.  | 22 grudnia 2013   | Schönberg-Lachtal   | PSL         | Julia Dujmovits            | Melanie Hochreiter | Ina Meschik              |
| 8.  | 21 grudnia 2013   | Cortina d’Ampezzo   | SX          | Klara Havlíková            | Juliette Lefevre   | Christine Holzer         |
| 9.  | 22 grudnia 2013   | Cortina d’Ampezzo   | SX          | Kristina Paul              | Sofia Belingheri   | Sheyenne Bur             |
| 10. | 17 stycznia 2014  | Davos               | HP          | Silvana Clavuot            | Kaja Verdnik       | Diana Augustinova        |
| 11. | 25 stycznia 2014  | Lizzola Valbondione | PSL         | Aleksandra Król            | Waleria Ptuktina   | Nadya Ochner             |
| 12. | 26 stycznia 2014  | Lizzola Valbondione | PSL         | Nadya Ochner               | Stefanie Müller    | Weronika Biela           |
| 13. | 25 stycznia 2014  | Covilhã             | SS          | Odwołano                   | Odwołano           | Odwołano                 |
| 14. | 26 stycznia 2014  | Covilhã             | SS          | Odwołano                   | Odwołano           | Odwołano                 |
| 15. | 26 stycznia 2014  | Grasgehren          | SX          | Odwołano                   | Odwołano           | Odwołano                 |
| 16. | 1 lutego 2014     | Klínovec            | SS          | Odwołano                   | Odwołano           | Odwołano                 |
| 17. | 2 lutego 2014     | Klínovec            | SS          | Odwołano                   | Odwołano           | Odwołano                 |
| 18. | 8 lutego 2014     | Isola 2000          | SX          | Odwołano                   | Odwołano           | Odwołano                 |
| 19. | 9 lutego 2014     | Isola 2000          | SX          | Elisa Ravel                | Claire Chapotot    | Luca Berg                |
| 20. | 15 lutego 2014    | Lenzerheide         | PSL         | Sabine Schöffmann          | Cheyenne Loch      | Jekaterina Katomczenkowa |
| 21. | 16 lutego 2014    | Lenzerheide         | PSL         | Weronika Biela             | Nicole Baumgartner | Cheyenne Loch            |
| 22. | 22 lutego 2014    | Mariańskie Łaźnie   | PSL         | Odwołano                   | Odwołano           | Odwołano                 |
| 23. | 23 lutego 2014    | Mariańskie Łaźnie   | PSL         | Odwołano                   | Odwołano           | Odwołano                 |
| 24. | 1 marca 2014      | Gerlitzen           | PGS         | Julie Zogg                 | Ina Meschik        | Yvonne Schüetz           |
| 25. | 2 marca 2014      | Gerlitzen           | PGS         | Odwołano                   | Odwołano           | Odwołano                 |
| 26. | 1 marca 2014      | Colere              | SX          | Odwołano                   | Odwołano           | Odwołano                 |
| 27. | 2 marca 2014      | Colere              | SX          | Odwołano                   | Odwołano           | Odwołano                 |
| 28. | 4 marca 2014      | Rogla               | PGS         | Nicole Baumgartner         | Bernadette Ernst   | Nadya Ochner             |
| 29. | 5 marca 2014      | Rogla               | PSL         | Nadya Ochner               | Julie Zogg         | Yvonne Schüetz           |
| 30. | 6 marca 2014      | Krynica-Zdrój       | SX          | Odwołano                   | Odwołano           | Odwołano                 |
| 31. | 11 marca 2014     | Pamporowo           | SS          | Klara Janikova             | Kateřina Vojáčková | Lea Jugovac              |
| 32. | 12 marca 2014     | Pamporowo           | SS          | Kateřina Vojáčková         | Paola Blaskovic    | Zuzana Medlova           |
| 33. | 15 marca 2014     | Racines             | PSL         | Jekaterina Katomczenkowa   | Claudia Riegler    | Gloria Kotnik            |
| 34. | 16 marca 2014     | Racines             | PSL         | Ramona Theresia Hofmiester | Sabine Schöffmann  | Nathalie Desmares        |
| 35. | 15 marca 2014     | Rogla               | SS          | Odwołano                   | Odwołano           | Odwołano                 |
| 36. | 16 marca 2014     | Rogla               | BA          | Odwołano                   | Odwołano           | Odwołano                 |
| 37. | 16 marca 2014     | Puy-Saint-Vincent   | SX          | Charlotte Bankes           | Émilie Aubry       | Juliette Lefevre         |
| 38. | 17 marca 2014     | Puy-Saint-Vincent   | SX          | Émilie Aubry               | Sofia Belingheri   | Rebecca Mueller          |
| 39. | 19 marca 2014     | Sarajewo-Bjelasnica | SS          | Odwołano                   | Odwołano           | Odwołano                 |
| 40. | 20 marca 2014     | Sarajewo-Bjelasnica | BA          | Odwołano                   | Odwołano           | Odwołano                 |
| 41. | 22 marca 2014     | Štrbské Pleso       | SS          | Zuzana Medlova             | Klara Janikova     | Maria Delfina Maiocco    |
| 42. | 23 marca 2014     | Štrbské Pleso       | SS          | Klara Janikova             | Katarzyna Rusin    | Maria Delfina Maiocco    |

### Klasyfikacje
| Lp. | Zawodnik                   | Punkty |
| --- | -------------------------- | ------ |
| 1.  | Nadya Ochner               | 2730   |
| 2.  | Julie Zogg                 | 2320   |
| 3.  | Nicole Baumgartner         | 1983   |
| 4.  | Nathalie Desmares          | 1860   |
| 5.  | Sabine Schöffmann          | 1755   |
| 6.  | Ina Meschik                | 1745   |
| 7.  | Bernadette Ernst           | 1694   |
| 8.  | Cheyenne Loch              | 1650   |
| 9.  | Ramona Theresia Hofmiester | 1625   |
| 10. | Andrea Christine Tribus    | 1550   |

| Lp. | Zawodnik         | Punkty |
| --- | ---------------- | ------ |
| 1.  | Charlotte Bankes | 2225   |
| 2.  | Sofia Belingheri | 1630   |
| 3.  | Juliette Lefevre | 1532   |
| 4.  | Émilie Aubry     | 1400   |
| 5.  | Stefanie Rieder  | 1385   |
| 6.  | Alexandra Hasler | 1280   |
| 7.  | Kristina Paul    | 1128   |
| 8.  | Christine Holzer | 1125   |
| 9.  | Luca Berg        | 1100   |
| 10. | Jenny Pleisch    | 1045   |

| Lp. | Zawodnik             | Punkty |
| --- | -------------------- | ------ |
| 1.  | Silvana Clavuot      | 500    |
| 2.  | Kaja Verdnik         | 400    |
| 3.  | Diana Augustinova    | 300    |
| 4.  | Loranne Smans        | 250    |
| 5.  | Asthik Ter-Minasyan  | 225    |
| 6.  | Tatiana Kiselewa     | 200    |
| 7.  | Klementyna Kołodziej | 180    |
| 8.  | Eva Kralj            | 160    |

| Lp. | Zawodnik              | Punkty |
| --- | --------------------- | ------ |
| 1.  | Klara Janikova        | 1600   |
| 2.  | Katerina Vojackova    | 1525   |
| 3.  | Paola Blaskovic       | 1015   |
| 4.  | Lea Jugovac           | 935    |
| 5.  | Zuzana Medlova        | 875    |
| 6.  | Maria Delfina Maiocco | 780    |
| 7.  | Lizaveta Pliuta       | 650    |
| 7.  | Jelizaweta Janiuk     | 650    |
| 9.  | Lucile Lefevre        | 500    |
| 9.  | Klaudia Medlova       | 500    |